# Вильда, Хорхе
Хорхе Вильда Родригес (исп. Jorge Vilda Rodríguez; род. 7 июля 1981, Мадрид) — испанский футбольный тренер, обладающий лицензией UEFA Pro. В настоящее время главный тренер женской национальной сборной Марокко. Ранее, с 2015 по 2023 год, он был главным тренером женской национальной сборной Испании, выигравшей чемпионат мира 2023 года. Большую часть того же периода он также был спортивным директором в Испанской футбольной ассоциации и тактическим инструктором в Национальной школе тренеров. 5 сентября 2023 года он был уволен со всех должностей за свою роль в деле Рубиалеса.

## Карьера

### Юниорские сборные Испании
Бывший игрок молодёжных академий «Барселоны», «Райо Вальекано» и мадридского «Реала», Вильда начинал как помощник тренера своего отца, Анхеля, в юношеских женских сборных до 17 и до 19 лет, прежде чем занял пост главного тренера сборной Испании до 17 лет в 2009 году. За пять лет на этом уровне Испания выиграла золото (2010 и 2011), серебро (2014) и бронзу (2013) на чемпионате Европы среди девушек до 17 лет, а также серебро (2014) и бронзу (2010) на чемпионате мира среди девушек до 17 лет.
В 2014 году он вошел в десятку номинантов на звание тренера года по версии ФИФА в женском футболе и был назначен на должность главного тренера сборной Испании до 19 лет, которая завоевала серебряные медали на чемпионате Европы среди девушек до 19 лет в 2014 и 2015 годах, после чего был назначен главным тренером национальной сборной.

### Национальная сборная Испании
Назначенный главным тренером национальной сборной Испании в 2015 году, сменив на этом посту Игнасио Кереду, Вильда провёл успешную отборочную кампанию к чемпионату Европы 2017 года. На турнире в Нидерландах они дошли до четвертьфинала, где проиграли в серии послематчевых пенальти Австрии после безголевой ничьи в основное время.
В 2018 году Испания выиграла Кубок Кипра, а также обеспечила себе место на чемпионате мира 2019 года — это было всего лишь второе участие сборной на данном турнире. Кроме того, Вильда обеспечил молодёжной сборной Испании победу на чемпионате Европы среди девушек до 19 лет, что способствовало попаданию в шорт-лист на премию «Лучший тренер года в женском футболе 2018 года».
К 2019 году многие футболистки, с которыми Вильда работала на молодёжном уровне, включая Алексию Путельяс, Аманду Сампедро, Виргинию Торресилью, Лолу Гальярдо, Нахикари Гарсию, Патрицию Гихарро, Мариону Кальдентей и Ивану Андрес, зарекомендовали себя в качестве игроков основного состава. На чемпионате мира 2019 года во Франции сборная Испании заняла второе место в группе B (после Германии и впереди Китая и ЮАР). Это был первый раз, когда Испания вышла в плей-офф чемпионата мира.
В 1/8 финала испанки встретились с чемпионками 2015 года — сборной США. Два пенальти от Меган Рапино не позволили Испании выйти в четвертьфинал. Успехи Вильды и Испании продолжились и в 2020 году: «Ла Роха» заняла второе место в SheBelieves Cup, обойдя Англию и Японию и уступив хозяевам турнира, сборной США.

### Спор игроков 2022–2023 и титул чемпиона мира
В 2022 году между Вильдой и 15 испанскими футболистками, бойкотировавшими национальную сборную, разгорелся конфликт. Спор возник после того, как игроки посчитали разочаровывающим результатом на чемпионате Европы 2022 года, а также из-за их обеспокоенности по поводу тренерского стиля Вильды и его обращения с футболистками.
Федерация поддержала Вильду, который отказался уйти в отставку и не вызывал этих игроков на следующие матчи. Только трое из них — Айтана Бонмати, Мариона Кальдентей и Она Батлье — вернулись в национальную сборную и приняли участие на чемпионате мира 2023 года. На этом турнире Испания стала чемпионом мира, обыграв в финале Англию со счетом 1:0 благодаря голу Ольги Кармоны.

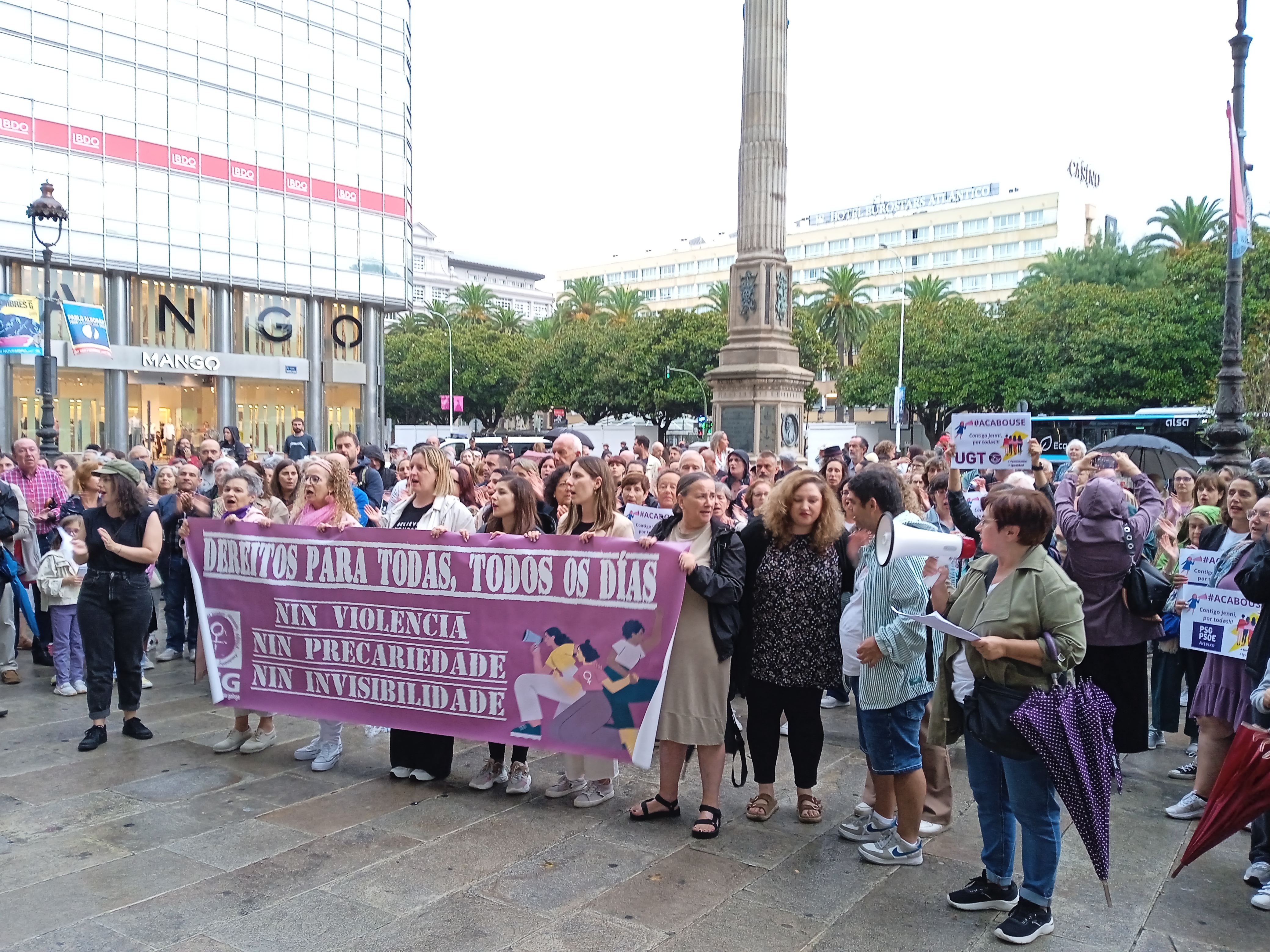
Протест 28 августа 2023 года, вызванный из-за скандала с Луисом Рубиалесом

После скандала, связанного с действиями президента RFEF Луиса Рубиалеса, и его последующего отстранения, 5 сентября 2023 года Вильда был уволен исполняющим обязанности президента Педро Рочей с поста тренера национальной сборной. 27 сентября 2023 года статус Вилды по делу был повышен со свидетеля до подозреваемого, и он должен был дать показания 9 октября. 20 февраля 2025 года Вильда был оправдан по обвинению в принуждении к сексу с Рубиалесом.
Несмотря на то, что Вильда покинул Испанию и занял другую тренерскую должность, он по-прежнему находится под следствием.

### Национальная сборная Марокко
После инцидента в Рубиалесе, который привел к его увольнению и уголовному расследованию, 12 октября 2023 года он был назначен новым главным тренером женской национальной сборной Марокко. Футбольная федерация Испании рекомендовали его в марокканскую футбольную ассоциацию.

## Достижения

### Испания (до 17)
- Чемпион Европы: 2010, 2011[3]
- Вице-чемпион Европы: 2014
- Бронзовый призёр чемпионата Европы: 2013
- Вице-чемпион мира: 2014[22][23]
- Бронзовый призёр чемпионата мира: 2010

### Испания (до 19)
- Чемпион Европы: 2018[24]
- Вице-чемпион Европы: 2014, 2015

### Испания
- Чемпион мира: 2023[14]
- Обладатель Кубка Алгарве: 2017[25]
- Обладатель Кубка Кипра: 2018[26]

### Индивидуальные
- Включён в шорт-лист награды ФИФА «Лучший тренер года в женском футболе»: 2018[27]